# Korveta klase Skjold
Korvete klase Skjold (skjold znači štit na norveškom) klasa su od šest lakih, superbrzih korveta s nevidljivim projektilima u službi Kraljevske norveške mornarice. Brodovi su prije bili klasificirani kao motorni torpedni čamci, ali ih je od 2009. godine Kraljevska norveška mornarica imenovala korvetama jer se njihova sposobnost za plovidbu smatra usporedivom s korvetama i jer ne nose torpeda. Korvete su izrađene u brodogradilistu Umoe Mandal. S maksimalnom brzinom od 110 km/h, korvete klase Skjold bile su u vrijeme predstavljanja najbrži ploveći borbeni brodovi.

## Razvoj i proizvodnja
Brodovi klase Skjold započeti su razvojem Projekta SMP 6081 Kraljevske norveške mornarice, a prva predprodukcijska verzija naručena je 30. kolovoza 1996. Prvi brod svoje klase, P960, porinut je 22. rujna 1998. i pušten u službu 17. travnja 1999. 

## Dizajn
Dizajn Skjold temelji se na dizajnu hovercrafta i katamarana. Izrađen je od kompozitnih materijala. Kako bi se osigurale sposobnosti prikrivanja, prevlake od apsorbirajućih materijala (RAM, radar absorbing material) korištene su u nosivim strukturama na velikim površinama broda. Ova strategija dovodi do značajne uštede na težini u usporedbi s konvencionalnom tehnikom nanošenja RAM obloga na vanjske površine. Profil broda ima fasetirani izgled bez struktura pod pravim kutom i reflektirajućim pločama položenim u više smjerova. Vrata i otvori su u istoj ravnini s plohama, a prozori su u istoj ravnini bez vidljivih obloga (rub prozorskog otvora) i opremljeni su mrežicama koje reflektiraju radarske zrake. Plovila su dodatno zaštićena Rheinmetall MASS sustavom. 
Konačni dizajn je promijenjen u usporedbi s prototipom Skjold, koji je i sam obnovljen prema novim specifikacijama. Brodovi koriste 4 lagane plinske turbine Renk COGAG. Manje plinske turbine od 2000 kW koriste se za krstarenja. Za veće brzine kombinira se druga, veća plinska turbina koja daje ukupno 6000 kW. Prednja paluba je ojačana kako bi se smjestio dodatni top 76 mm Otobreda Super Rapid.